# Dindon blanc de Moscou
Le dindon blanc de Moscou (московская белая индейка, moskovskaïa belaïa indeïka) est une race de dinde domestique originaire des environs de Moscou. Elle est aujourd'hui répandue en Russie pour la production de viande de dinde et de dindonneau.

## Histoire
Cette race a été sélectionnée pour la production de masse du temps de l'URSS, dans le sovkhoze Beriozki, situé dans l'oblast de Moscou. Cette sélection a été menée par les scientifiques du TSKhA, par croisements entre dindons blancs locaux, blancs de Hollande et blancs de Beltsville. Cette race se répand rapidement dans toutes les régions de Russie centrale ainsi que dans d'autres régions d'URSS. En 1974, elle comptait environ 80 000 individus élevés industriellement; mais sa production chute avec la fin du système socialiste de production agricole dans les années 1990. Sa population est tombée aujourd'hui à environ 9 000 individus. Elle a été enregistrée au registre du ministère de l'Agriculture de la fédération de Russie en 2007, avec d'autres races de dindons, en tant que « race de sélection russe ».

## Description
Les dindons sélectionnés non pas pour leur apparence, mais pour la saveur de leur chair, sont de moyenne taille au plumage entièrement blanc, sans caroncule trop pendante sur le bec. Ces oiseaux présentent un long torse assez profond, avec une tête longue et large. La poitrine est large et arrondie. La masse du dindon atteint 12 à 12,5 kg et celle de la dinde, 6,5 à 7 kg. La période optimale d'élevage pour les dindons est de 24 à 26 semaines, pour les dindes, 20 à 22 semaines. La masse des animaux est alors de 7 kg environ pour le dindonneau et de 4 kg pour la femelle, et particulièrement savoureuse. La maturité sexuelle de cette race se situe vers la 39e ou 40e semaine. La dinde blanche de Moscou peut pondre 90 à 100 œufs par an pesant 86-87 grammes, ce qui est fort élevé. En comparaison, la dinde sauvage ne pond qu'une vingtaine d'œufs par an. Cette race est très productive et bonne éleveuse. Son instinct de couveuse est très développé, elle peut aussi couver des œufs de cane, d'oie ou de poule.